# Oh Love
"Oh Love" é uma canção gravada pela banda norte-americana de punk rock Green Day. Foi lançado como o primeiro single de seu nono álbum de estúdio, ¡Uno! em 16 de julho de 2012, pela gravadora Reprise Records. A música, também foi faixa título de um EP, que foi lançado em agosto do mesmo ano, que além de contar com a canção "Oh Love", continha singles anteriores da banda.
"Oh Love" foi gravado no Jingletown Studios, entre os dias 14 de fevereiro a 26 de junho de 2012, no entanto, ela já havia sido cantada em um show secreto da banda em 2011.

## Antecedentes e lançamento
"Oh Love" foi tocada pela primeira vez, em um show secreto da banda em 28 de outubro de 2011, onde o Green Day também cantou outras canções que estão na tracklist do álbum ¡Uno!; "Let Yourself Go" e "Carpe Diem".

## Desempenho comercial
Após seu lançamento, "Oh Love" atingiu a 3ª posição na parada Rock Songs, dos Estados Unidos - uma parada musical que lista as canções de rock mais vendidas e tocadas em território americano a cada semana - nos EUA, o single contou com uma audiência de mais de 13 milhões de pessoas em sua primeira semana, em 145 estações de rádios diferentes. "Oh Love" também é a terceira canção da história da Rock Songs, a estreiar entre os dez primeiros em sua primeira semana, atrás apenas de "The Catalyst" do Linkin Park e "Rope" do Foo Fighters.

## Videoclipe
O vídeoclipe da música é dirigido por Samuel Bayer, que também dirigiu os do American Idiot. O vocalista Billie Joe Armstrong disse: "É muito lascivo", durante a realização do vídeo na MTV. O vídeo mostra os estereótipos da vida de uma estrela do rock. Há várias modelos femininos apresentado no vídeo, e há algumas cenas de topless no final.

### Nas paradas musicais
| Parada (2012)                      | Melhor posição |
| ---------------------------------- | -------------- |
| Bélgica - Ultratop 50 (Flanders)   | 26             |
| Bélgica - Ultratop 40 (Valônia)    | 35             |
| Canadá - Canadian Hot 100          | 54             |
| Estados Unidos - Billboard Hot 100 | 97             |
| Estados Unidos - Alternative Songs | 3              |
| Estados Unidos - Rock Songs        | 1              |
| Japão - Japan Hot 100              | 18             |
| Países Baixos - Dutch Top 40       | 88             |
| Chéquia - IFPI                     | 59             |